# Aeropuerto D. Casimiro Szlapelis
El Aeropuerto D. Casimiro Szlapelis (FAA: ARS - IATA: ARR - OACI: SAVR) es un aeropuerto argentino que da servicio a la localidad de Alto Río Senguer, Chubut. Fue inaugurado en septiembre de 1954.
Sus coordenadas son: latitud 45° 01' 00" S y longitud 70° 48' 00" O. Recibe vuelos de la aerolínea LADE desde el Aeropuerto Internacional General Enrique Mosconi de Comodoro Rivadavia.